# Ментално здравље током пандемије Ковида 19
Пандемија Ковида 19 је утицала на ментално здравље људи широм света. Пандемија је довела до широко распрострањених осећања анксиозности, депресије и симптома посттрауматског стресног поремећаја. Према подацима СЗО, здравствене агенције УН, у првој години пандемије Ковида 19, преваленција уобичајених менталних здравствених стања, попут депресије и анксиозности, порасла је за више од 25 процената.
Пандемија је нарушила друштвене односе, поверење у институције и у друге људе, изазвала је промене у раду и приходима и наметнула значајан терет анксиозности и бриге становништву. Жене и млади људи су се било у највећим ризику да развију депресију и анксиозност.
Према студији Центра за контролу и превенцију болести о менталном здрављу, употреби супстанци и развој суицидалних идеја током пандемије ковида 19: „63 процента младих људи је пријавило да доживљава значајне симптоме анксиозности и депресије.“
COVID-19 је изазвао проблеме везане за зависност од лекова . Пандемија несразмерно погађа људе са поремећајима учесталости употребе алкохола. Здравствене последице злоупотребе супстанци (на пример, кардиоваскуларне болести, поремећаји дисањаа, дијабетес типа 2, имуносупресија и депресија централног нервног система и психијатријски поремећаји) и повезани еколошки изазови (као што су нестабилност становања, незапосленост и учешће кривичног правосуђа), повезани су са повећаним ризиком од оболевања од COVID-19.
Правила изолације, заједно са мерама незапослености и штедње које су спроведене током и након пандемије, могу значајно утицати на илегално тржиште дрога и променити обрасце употребе дрога међу потрошачима.
Спроведене мере, нпр. физичко дистанцирање, карантин и изолација, могу погоршати усамљеност, симптоме менталног здравља, симптоме одвикавања и психолошку трауму.